# Тракторний завод (станція метротрама)
«Тракторний завод» (ВгТЗ) — кінцева, найпівнічніша, станція Волгоградського метротрама, розташована після станції «Хлібозавод». Станція наземна відкритого типу. Станція не має навісів над платформами.
Назву станція отримала від розташованого поруч Волгоградського тракторного заводу. Поруч розташована площа тракторного заводу ім. Дзержинського. На площі зведено торговельно-розважальний комплекс «Діамант», який примикає до кільця швидкісного трамвая.

## Пристрій
На станції знаходиться розворотне коло з двома коліями та двома тупиками.
На станції обладнані дві платформи подвійної довжини, що дозволяє одночасно прийняти чотири склади.
У північній частині кільця раніше знаходився гейт з лінією міської електрички. Колія гейта була неелектрифікована і перегороджена парканом. В даний момент гейт прибраний.